# Uittamo
Uittamo est un quartier du district d'Uittamo-Skanssi à Turku en Finlande,.

## Description
Uittamo est à environ quatre kilomètres au sud du centre-ville.
Les quartiers voisins sont Pihlajaniemi et Puistomäki au nord et Ispoinen à l'est et au sud.
À l'ouest, Uittamo est bordé par la mer, le détroit Pitkäsalmi sépare l'île d'Hirvensalo de la partie continentale de Turku.
Dans la partie nord du quartier, à la limite de Puistomäki, on trouve des maisons individuelles construites dans les premières décennies du XXe siècle, à l'instar des quartiers voisins.
Dans les années 1960 et 1970, la société Puolimatka a construit des immeubles résidentiels à Uittamo appelés "Vanha-Uittamo", "City-Uittamo" et "Meri-Uittamo".
Sur la rive du détroit Pitkäsalmi, sur le site d'une ancienne fabrique de clous, se trouve le quartier Naularanta construit de maisons individuelles dans les années 1980.

## Galerie

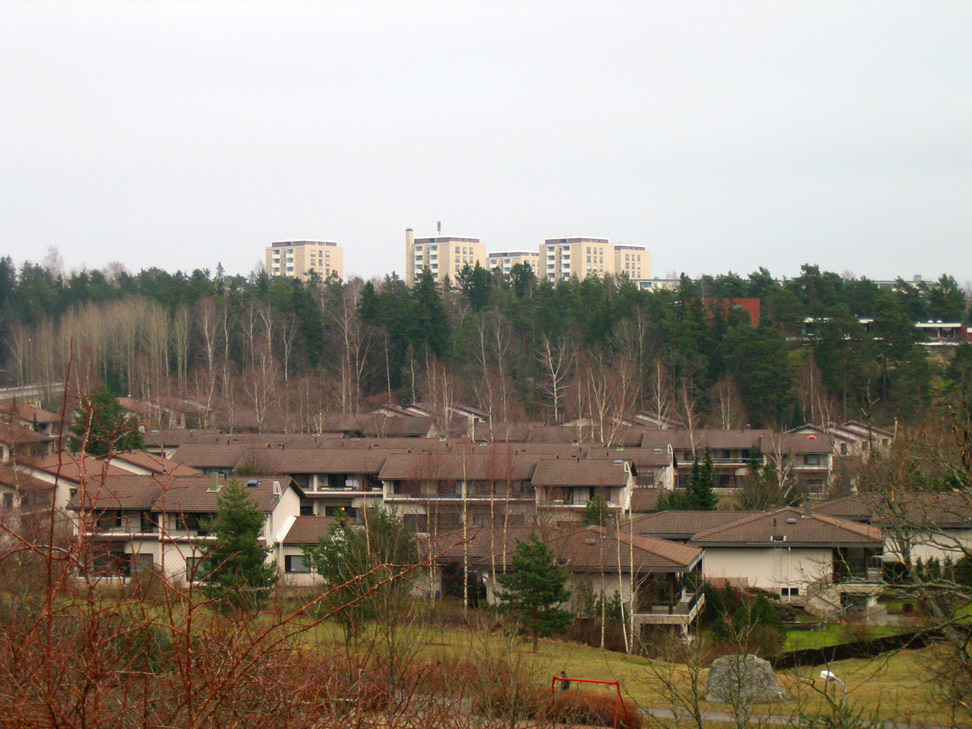
Uittamo[4].
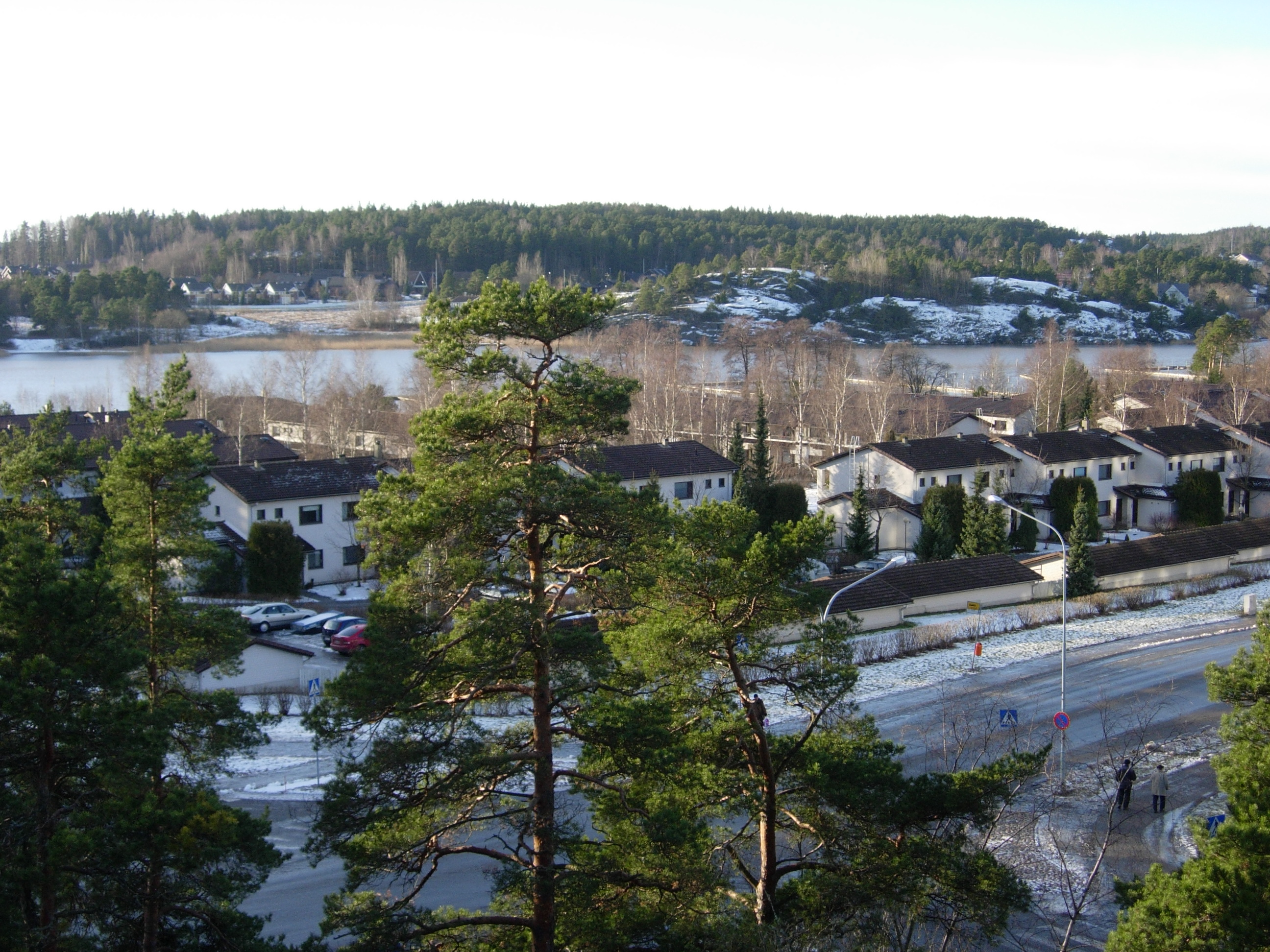
Naularanta.
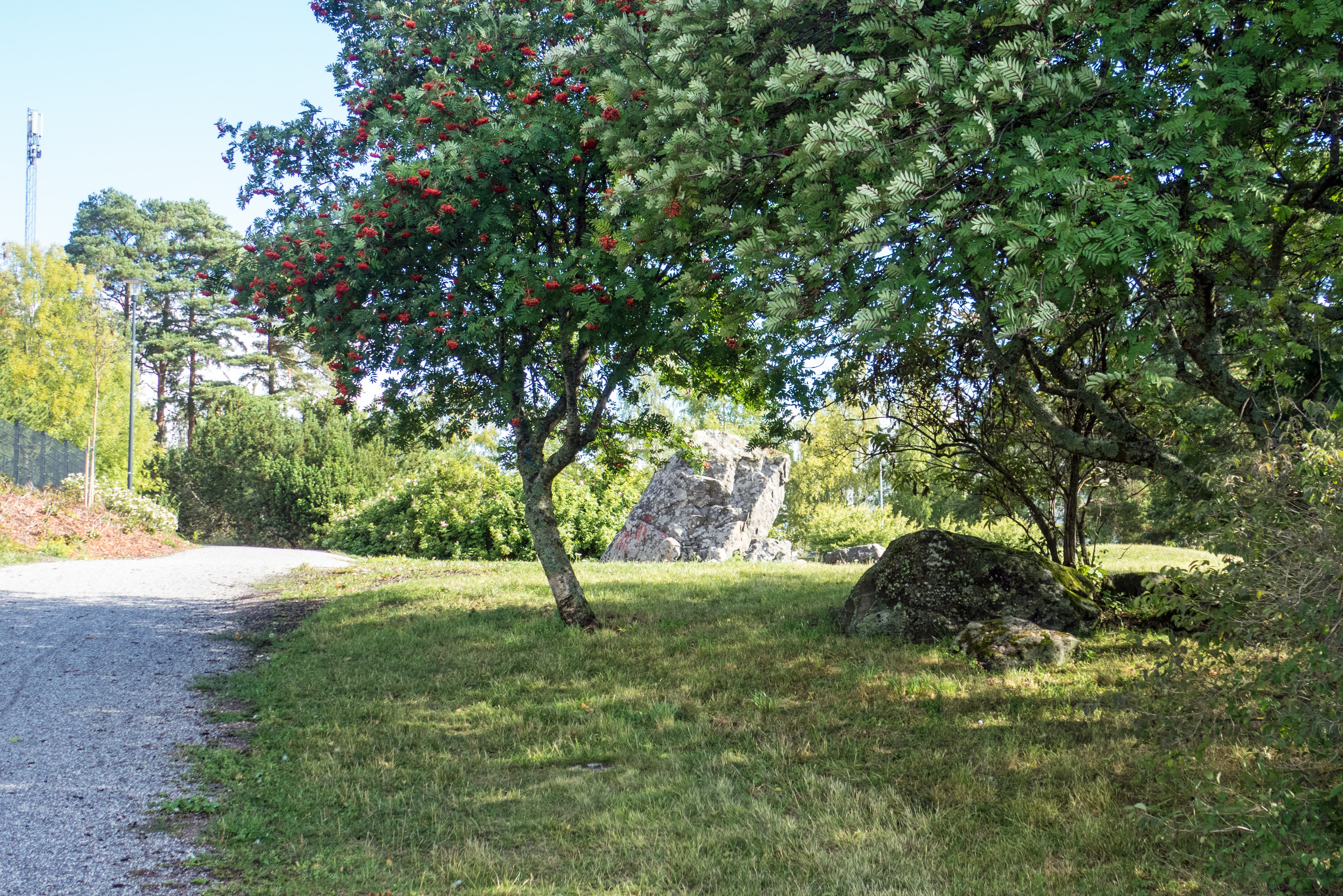
Naulatehtaanpuisto.
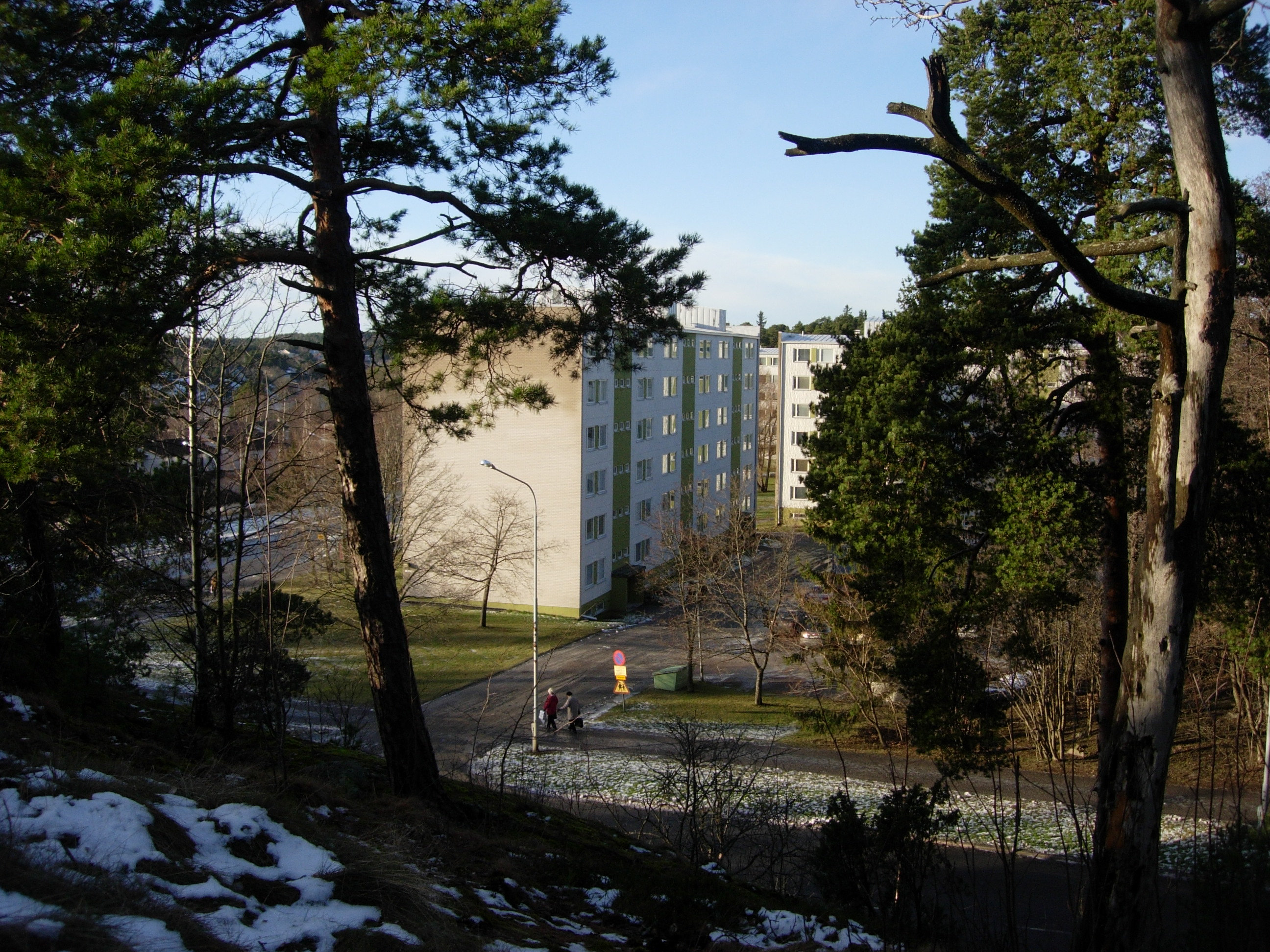
Ratsumiehenkatu 2.